# Mount Tibberoowuccum
Mount Tibberoowuccum är ett berg i Australien. Det ligger i regionen Sunshine Coast och delstaten Queensland, omkring 60 kilometer norr om delstatshuvudstaden Brisbane. Toppen på Mount Tibberoowuccum är 220 meter över havet.
Närmaste större samhälle är Caboolture, omkring 17 kilometer söder om Mount Tibberoowuccum.
I omgivningarna runt Mount Tibberoowuccum växer i huvudsak städsegrön lövskog. Runt berget är det ganska glesbefolkat, med 38 invånare per kvadratkilometer. Genomsnittlig årsnederbörd är 1 446 millimeter. Den regnigaste månaden är januari, med i genomsnitt 281 mm nederbörd, och den torraste är september, med 33 mm nederbörd.